# Klášter Michaelstein
Michaelstein (německy Kloster Michaelstein) je bývalé cisterciácké opatství, nyní sídlo Stiftung Kloster Michaelstein - Musikinstitut für Aufführungspraxis (Nadace kláštera Michaelstein – Hudebního institutu pro performanci), poblíž města Blankenburg v pohoří Harz, ve spolkové zemi Sasko-Anhaltsko v Německu.

## Historie

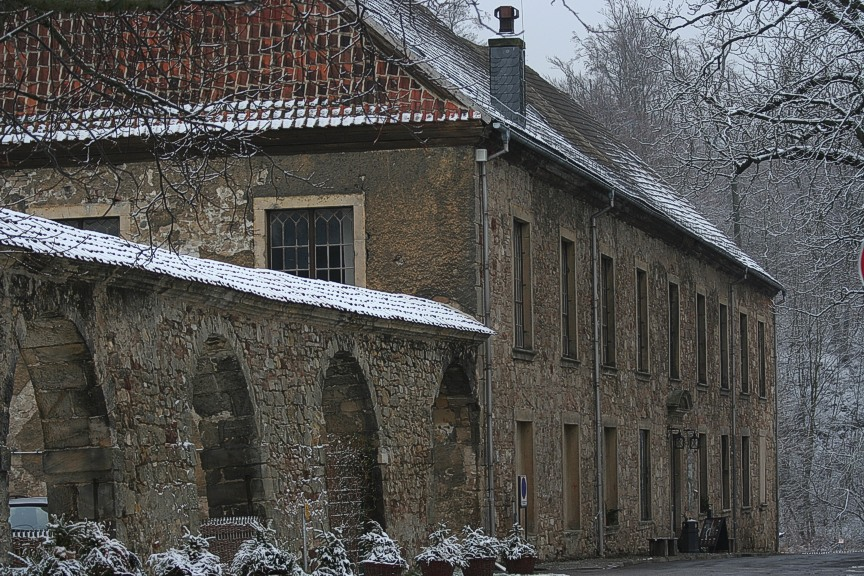
Západní křídlo kláštera

V listině císaře Oty I. darované klášteru v Quedlinburgu a datované rokem 956, je zmíněn skalní/ jeskyní kostel zasvěcený svatému Michalovi, také známý jako Volkmarskeller (toto jméno nese jeskyně dodnes), poblíž pramene Eggeröder. Stejná listina také zmiňuje poustevnu uctívaného poustevníka Liutbirga, která bývá tradičně kladena do těsné blízkostí jeskynního kostela. Posvátnost učinila místo velmi přitažlivým a záhy se kolem něj vytvořila náboženská komunita.
V roce 1139 zde Beáta II., abatyše kláštera v Quedlinburgu založila cisterciácký klášter, který byl v roce 1146 osídlen řeholníky z kláštera Kamp. Po několika letech byl klášter přesunut z původního místa u skalního kostela na místo současné. Začal rychle prosperovat a zbohatl, ale nikdy nezaložil žádné dceřiné opatství.

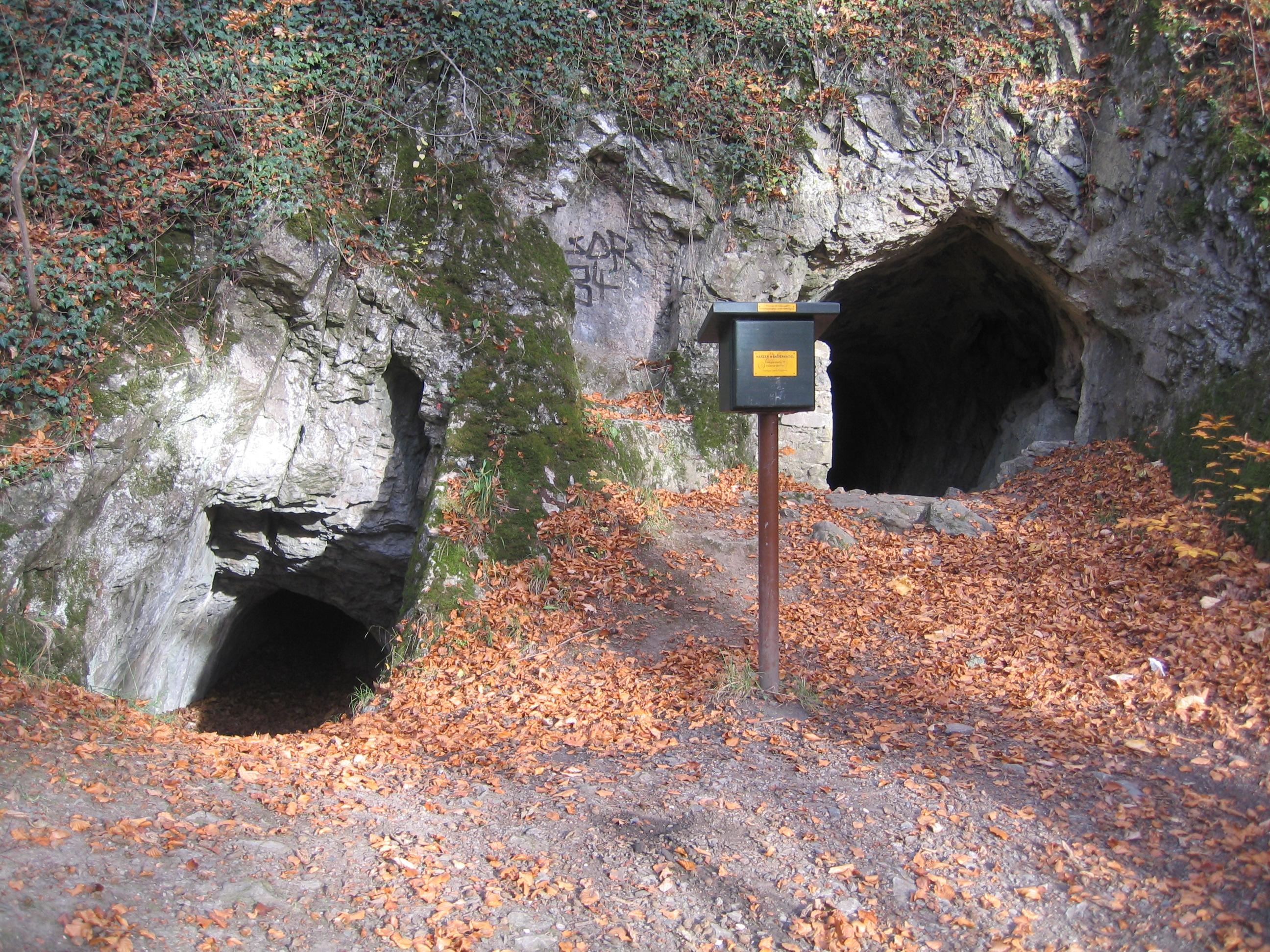
Volkmarskeller

Klášter byl za německé selské války v roce 1525 rolníky vyrabován. Kostel byl nenávratně poškozen a nebyl již nikdy obnoven. K sakrálním účelům se začala využívat bývalá kapitulní síň. Zbývající budovy byly vypleněny a poničeny v roce 1533 Wilhelmem z Haugwitz. V roce 1543 rezignoval poslední katolický opat a jeho funkci převzalo hrabství Blankenburg. Pod jeho vedením založila, teď už protestantská, komunita v roce 1544 školu.
Po smrti posledního hraběte v roce 1599, přešly všechny majetky včetně kláštera Michaelsberg do rukou Vévody Brunšvického, který jmenoval opatem svého bratra. Ten se svého postu vzal v roce 1624 a místo něj začali brunšvičtí vévodové jmenovat protestantské teology.
V období třicetileté války, mezi lety 1629-1631 a 1636-1640 se do Michaelsbergu nakrátko vrátila cisterciácká komunita.
V roce 1690 se stal klášter majetkem vévodství Brunšvicko-Lüneburského. Za opata Eberhardta Finena, v roce 1717 zde byl založen seminář pro protestantské kněze a ten fungoval souběžně se školou do roku 1721, kdy byla uzavřena a opatství bylo ponecháno výhradně jako kněžský seminář a mužská klášterní kolegiáta. V tomto období byly provedeny výrazné stavební úpravy, které měly mimo jiné za následek přeměnu části západního křídla klausury na barokní kostel.
Během francouzské okupace v roce 1808 bylo opatství uzavřeno. Poté byly budovy používány výhradně k zemědělským účelům, především jako ubytování pro zemědělské dělníky a tím začalo období dlouhé devastace kláštera.

## Nadace kláštera Michaelstein

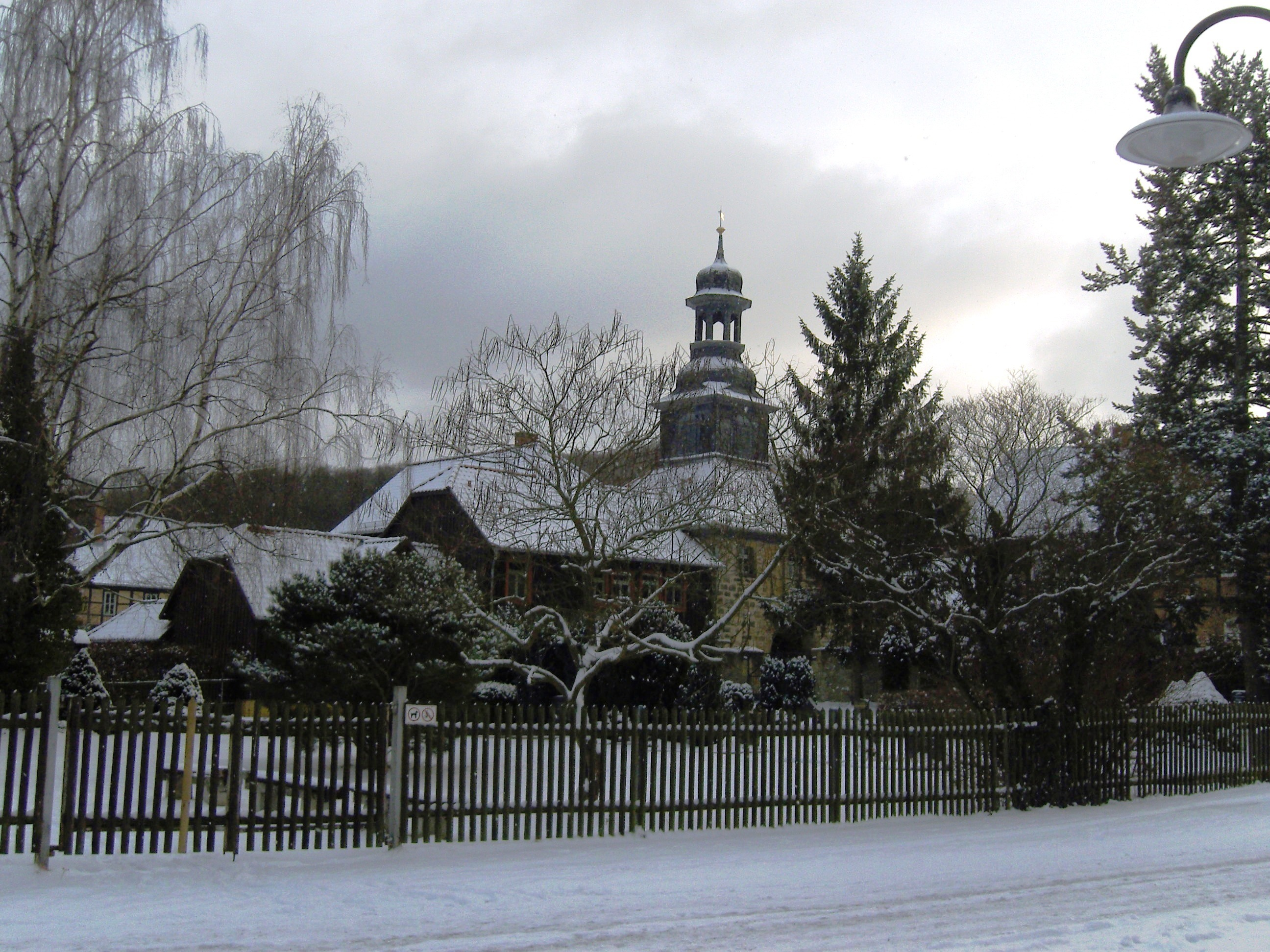
Zimní venkovní pohled

V roce 1945 byly klášterní majetky zabaveny a přerozděleny v rámci pozemkových reforem nové komunistické vlády v NDR. Částečná rekonstrukce klášterních budov proběhla v roce 1956, ale větší opravy začaly až v roce 1968 z iniciativy Telemannova komorního orchestru a jeho dirigenta Dr. Eitelfriedricha Thoma. V roce 1977 bylo zřízeno kulturní a výzkumné zařízení , které dalo základ pozdějšímu Institut für Aufführungspraxis der Musik des 18ten Jahrhunderts (Institut pro performanci hudby 18. století).
V roce 1988 bylo vytvořeno muzeum se sbírkou historických hudebních nástrojů. Ve stejném roce vzniklo z hudebníků Telemannova komorního orchestru uskupení hrající na historické hudební nástroje s názvem Barockensemble des Telemann-Kammerorchesters.
Pro nedostatek finančních se v roce 1995 dostal Telemannův komorní orchestr do likvidace, ale barokní soubor dále pokračoval ve hře na historické instrumenty a převzal jméno původního komorního orchestru. V roce 1997 byl institut změněn na Stiftung Kloster Michaelstein - Musikinstitut für Aufführungspraxis a od roku 2001 sídlí v budově kláštera Michaelstein také Sasko-Anhaltská zemská hudební akademie.
Od roku 2000 byl orchestr od institutu pozvolna oddělován a usiloval o nezávislost. Po určité době došlo k rozštěpení hudebníků. Část z nich pokračuje ve hře na historické nástroje jako Telemannisches Collegium Musicum, zatímco druhá část, pod vedením vdovy po Dr. Eitelfriedrichu Thomovi, funguje nadále pod starým názvem Telemann-Kammerorchester, ovšem dnes už bez jakékoli spojitosti s klášterem Michaelstein.
Někdejší klášterní budovy, využívané jak nadací (Stiftung) tak hudební akademií, hostí řadu hudebních událostí, zejména sérii koncertů známých jako Michaelsteiner Klosterkoncerte, na kterých často figurují Kammerchor Michaelstein (Michaelsteinský komorní sbor) a zmíněný Telemanisches Collegium Michaelstein Orchestra. Komentované prohlídky klášterního komplexu, zahrnujícího i bylinné a užitkové zahrady s výkladem historie kláštera i ukázkou dobových hudebních nástrojů probíhají v průběhu celého roku. Hudební knihovna se nachází v západním křídle kláštera a bývá často zpřístupňována veřejnosti. Vrcholem celého roku je každoroční Michaelsteiner Klosterfest (Michaelsteinský klášterní festival).
Kromě toho pořádá nadace semináře a přednášky na evropské úrovni a podporuje probíhající výzkumy.

## Další památky

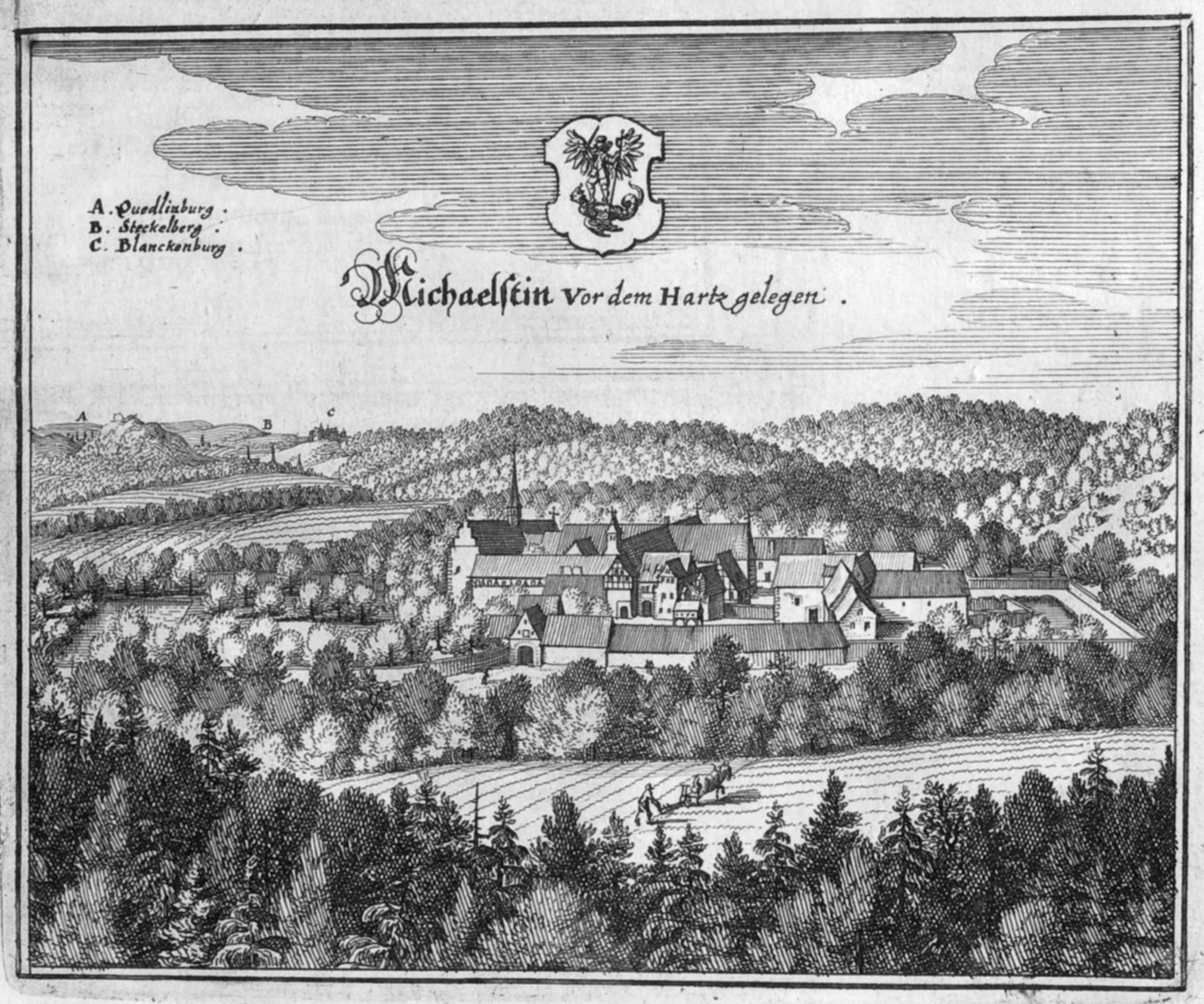
Klášter asi v polovině 17. století (podle Matthäuse Meriana)

Při vnější zdi barokního kostela v západním křídle přeživšího klášterního okrsku, jsou uloženy ostatky Quedlinburské a Grandersheimské abatyše Beáty I. (zemřela 1061), dcery císaře Jindřicha III. Ta byla původně pohřbena v klášteře v Quedlinburgu, jehož kostel ale v roce 1070 vyhořel a její tělo bylo do Michaelsteinu přeneseno patrně v šedesátých letech 12. století.
Blízký Mönchemühle (mnišský mlýn) ležící na potoce Goldbach, je bývalou klášterní lisovnou oleje.